# 13 Dywizja Pancerna (USA)
13 Dywizja Pancerna (ang. 13th Armored Division) – amerykańska dywizja pancerna w latach 1942–1952.
II wojna światowa
Utworzona 15 października 1942, przybyła do Francji pod koniec stycznia 1945, dotarła na front w całości w kwietniu, w okolicach Zagłębia Ruhry. Zakończyła wojnę w Bawarii. Ogółem spędziła 16 dni zaangażowana w walki, podczas których straciła 105 zabitych, 366 rannych i 22 zaginionych.
Po wojnie dywizja wróciła do Stanów Zjednoczonych i została rozwiązana w listopadzie 1945. Reaktywowana ponownie w 1947, istniała do 1952.